# Megan Danso
Megan Danso est une actrice canadienne née le 26 avril 1990 à Victoria (Colombie-Britannique).
Megan Danso a surtout joué dans l'horreur et la science-fiction, elle est apparue pour la première fois dans un épisode de la série télévisée Painkiller Jane en 2007, puis dans des séries télévisées et des téléfilms canadiens, parmi lesquels The Troop (2009), Supernatural (2013) et Almost Human en 2014. Elle a également joué des rôles secondaires dans Jennifer's Body en 2009 et Fifty Shades of Grey en 2015. Son rôle probablement le plus connu est le personnage récurrent Denny (Deni) dans les troisième et quatrième saisons de la série de science-fiction américano-canadienne Falling Skies.